# 多賀谷厚孝
多賀谷 厚孝（たがや ひろたか、生没年不詳）は出羽久保田藩士。久保田藩士家多賀谷氏当主で山本檜山所預。「秋田武鑑」が成立した頃の当主。通称は但馬。石高は3,376石余。家格は引渡二番坐。
祖父は多賀谷敦候（あつよし/あつとき、下総、佐竹義路の実弟で佐竹義敦より1字を賜う）、父は多賀谷和経（まさつね、佐竹義和より1字を賜う）。夫人は佐竹北家佐竹義術の娘である於庫。子息に佐竹義許（義術の養子）、多賀谷睦貞（ちかさだ、通称：彦太郎、佐竹義睦より1字を賜う）。多賀谷家知（いえとも、通称：勝之助、長門、初め佐竹義睦より1字を賜い睦昭（ちかあき）を称す）。
文政12年(1829年)に出仕し、前述の家族にも見られる通り、多賀谷氏には主君の久保田藩主から1字を受ける慣例があり、これに倣って厚孝も藩主・佐竹義厚より一字拝領される。
長男・佐竹義許は夫人の実家の佐竹北家の養子となった。このため厚孝の後は、次男・睦貞、次いで三男・睦昭（家知）が当主となった。